# Impatiens sodenii
Espèce
Impatiens sodenii est une espèce de plantes de la famille des Balsaminacées.